# Distrito electoral federal 7 de Baja California
El VII Distrito Electoral Federal de Baja California es uno de los 300 distritos electorales en los que se encuentra dividido el territorio de México y uno de los 8 que para la elección de diputados federales en que se divide el estado de Baja California. Su cabecera es la ciudad de Mexicali.
El VII Distrito de Baja California fue creado en 2005 por el proceso de redistritación realizado por el Instituto Federal Electoral, su territorio incluye la totalidad del municipio de Tecate, el extremo noroeste del municipio de Mexicali, incluyendo un sector de su ciudad cabecera, y el extremo noreste del municipio de Ensenada.

## Diputados por el distrito
| Diputado                           | Grupo parlamentario | Legislatura | Periodo     |
| ---------------------------------- | ------------------- | ----------- | ----------- |
| Francisco Javier Paredes Rodríguez |                     | LX          | 2006 - 2009 |
| José Luis Ovando Patrón            |                     | LXI         | 2009 - 2012 |
| David Pérez Tejada                 |                     | LXII        | 2012 - 2015 |
| Rosario Rodríguez Rubio            |                     | LXIII       | 2015 - 2018 |
| Érik Morales                       |                     | LXIV        | 2018 - 2021 |
| Isaías Bertín Sandoval             |                     | LXV         | 2021 - 2024 |
| Armando Fernández Samaniego        |                     | LXVI        | 2024 - 2027 |

## Resultados electorales

### 2018
| Elecciones federales de 2018 | Elecciones federales de 2018         | Elecciones federales de 2018     | Elecciones federales de 2018 | Elecciones federales de 2018 |
| Partido \| Coalición         | Partido \| Coalición                 | Candidato                        | Votos                        | Porcentaje                   |
| ---------------------------- | ------------------------------------ | -------------------------------- | ---------------------------- | ---------------------------- |
|                              | Juntos Haremos Historia              | Erik Morales Elvira Hecho        | 61,320                       | 58.06%                       |
|                              | Por México al Frente                 | Juan Ramón López Naranjo         | 23,364                       | 22.12%                       |
|                              | Partido Revolucionario Institucional | Adriana López Quintero           | 11,511                       | 10.90%                       |
|                              | Partido Verde Ecologista de México   | Julio Antonio Valencia McFarland | 3,345                        | 3.16%                        |
|                              | Nueva Alianza                        | Yesica García Valdez             | 2,512                        | 2.37%                        |

### 2015
| Partido/Coalición | Partido/Coalición                    | Candidato                         |
| ----------------- | ------------------------------------ | --------------------------------- |
|                   | Partido Acción Nacional              | María del Rosario Rodríguez Hecho |
|                   | Partido de la Revolución Democrática | Alma Lorena López Lerma           |
|                   | Nueva Alianza                        | María Luisa Gutiérrez Santoyo     |
|                   | Compromiso por México                | Nereida Fuentes González          |
|                   | Partido del Trabajo                  | Guadalupe Hernández Valdez        |
|                   | Partido Encuentro Social             | José Alfredo Ferreiro Velazco     |
|                   | Movimiento Ciudadano                 | María Trinidad Vaca Chacón        |
|                   | Partido Humanista                    | Norabel Gómez Torres              |
|                   | Movimiento Regeneración Nacional     | José Ernesto Robles Cota          |
|                   | Independiente                        | No Designado                      |

### 2012
|  | 27.85 % |

|  | 43.12 % |

|  | 22.57 % |

|  | 3.89 % |

### 2009
|  | 37.24 % |

|  | 27.51 % |

|  | 9.91 % |

|  | 8.24 % |

|  | 5.00 % |

|  | 4.03 % |

|  | 1.28 % |

|  | 0.13 % |

|  | 6.64 % |

|  | 100.00 % |